# 大阪府立西淀川高等学校
大阪府立西淀川高等学校（おおさかふりつ にしよどがわこうとうがっこう）は、かつて大阪府大阪市西淀川区に存在した公立高等学校である。

## 概要
地域からの高校誘致運動を受け、府立112番目の高等学校として1978年に現在地で開校した。校章は、西淀川の西をWとして、円の上部をカット、中央を少し高くして、淀川を雄大に太く流して、その肥沃なデルタ地帯に形成される高等学校の姿をあらわす。ひし形は輝く将来への発展の象徴である。
全日制普通科を設置し、多くの教科・科目で少人数授業を導入していた。また、西淀川区がかつて公害問題で注目された地域だったという地域の背景を踏まえ、地域との連携も視野に入れた環境教育を実施していた。
学校設定教科「環境」を必修として開講していたほか、「菜の花プロジェクト」として菜の花の栽培や廃油回収に取り組み、バイオディーゼル燃料を精製する取り組みをおこなっていた。また近くの矢倉海岸の清掃活動に取り組んだり、「西淀川高校環境フェスタ」を開催して地域住民と交流を図るなどの取り組みをおこなっていた。
学び直しなどに力を入れていたが定員割れが解消せず、大阪府教育委員会は、2016年3月26日の教育委員会議において、西淀川高等学校を大阪府立学校条例に基づき再編対象とし、2017年度から生徒募集停止とすることを決定した。そして、同年11月18日の教育委員会会議において、大阪府立北淀高等学校と再編統合されることが決定した。
2018年4月1日、北淀高等学校の校地に両校を統合した新高校である大阪府立淀川清流高等学校が開校した。2019年3月31日、西淀川高等学校は閉校し、41年の歴史に幕をおろした。総卒業生数は9471名。

## 沿革
- 1978年4月1日 - 開校 。
- 1979年6月6日 - プール竣工。
- 1979年9月7日 - 体育館竣工。
- 2008年 - 経済産業省からエネルギー教育実践の実施校に指定される。
- 2009年 - 科学技術振興機構から、サイエンス・パートナーシップ・プロジェクト(SPP)事業の実施校に指定される。
- 2017年 - 条例の条件に基づき生徒募集停止[3]。
- 2018年4月1日 - 大阪府立北淀高等学校と統合され、北淀高等学校の校地に大阪府立淀川清流高等学校開校。
- 2019年2月28日 - 閉校式。
- 2019年3月31日 - 閉校。

## 出身者
- 近藤太香巳 - ネクシィーズグループ創業者・社長
- 榎本敏孝 - 元プロ野球選手
- 永川満寿 - 元プロ野球選手
- 西凜太朗 - 声優

## 交通
- 阪神なんば線 出来島駅 南西へ約600m

## 跡地の活用方針
跡地には、知的障がい児を対象にした大阪府立支援学校の開設計画が立てられた。新設支援学校・大阪府立出来島支援学校は、2024年度に開校した。